# Unione nazionale comuni comunità enti montani
L'Unione nazionale dei comuni, comunità ed enti montani (in sigla UNCEM) è un'organizzazione nazionale presente in ogni regione italiana, che raduna e rappresenta i comuni montani e le comunità montane, oltre ad associare province, consorzi, camere di commercio e altre entità operanti in montagna. 
UNCEM esiste da più di cinquanta anni ed è rappresentativa di un bacino territoriale pari al 54% di quello italiano e nel quale vivono oltre dieci milioni di abitanti.
Dal gennaio 2011 UNCEM ha avviato un processo di integrazione con l'ANCI, Associazione nazionale comuni italiani.
Dopo il XV congresso di Trento di febbraio 2010, l'UNCEM ha assunto una direzione green: accrescere la capacità di autoproduzione energetica sostenibile dei territori montani attraverso i settori dell'idroelettrico, eolico, biomasse e fotovoltaico infatti, attualmente costituisce il nuovo obiettivo dell'organizzazione.
L'UNCEM ha messo in moto vari progetti dedicati all'efficienza energetica e allo sviluppo sostenibile attraverso cui mettere a punto un sistema di rating che potrà essere adoperato come strumento di misura del rendimento degli investimenti.
In particolare UNCEM con il MASE attraverso il progetto Green communities, vuole giungere nelle regioni “Obiettivo convergenza” (Calabria, Campania, Puglia e Sicilia), agli scopi di:
1. promuovere forme avanzate di integrazione finalizzate all'aumento della produzione di fonti ed energie rinnovabili in territori dal riconosciuto valore ambientale e naturale e secondo l'approccio partecipativo delle comunità sostenibili;
2. efficienza energetica e adozione di nuovi stili/modelli di consumo.

Questi obiettivi vengono mirati attraverso attività come la diagnosi energetica sulle diverse tipologie di edifici, gli studi di fattibilità e la definizione di un sistema di management e valorizzazione del patrimonio forestale a fini energetici e climatici.